# MCD-пептид
MCD-пептид (англ. mast cell degranulating (MCD)  peptide) — катіонний пептид, який складається з 22 амінокислотних залишків та є одним з компонентів отрути джмеля (Megabombus pennsylvanicus). При низьких концентраціях, МКД пептид може стимулювати дегрануляцію тучних клітин. При більш високих концентраціях, він володіє протизапальними властивостями. Крім того, він є сильним блокатором потенціал-чутливих калієвих каналів.

## Джерело токсину
MCD-пептид є компонентом отрути джмеля Megabombus pennsylvanicus. Окрім MCD-пептиду,  мелітин і апамін також були ідентифіковані в отруті цього виду і також описуються як потенціал-залежні антагоністи. MCD-пептид також присутній в отруті медоносної бджоли Apis mellifera.

## Будова
MCD-пептид є катіонним пептидом, який складається з 22 амінокислотних залишків з двома дисульфідними містками. Хоча послідовність MCD-пептид виявляє схожість з апаміном, вони мають різні токсичні властивості. MCD-пептид належить до великої родини, яка складається з численних похідних, взаємодіючих з різними цілями та, відповідно, виявляючих різні токсичні ефекти.

## Механізм дії
Завдяки своїм імунотоксичним властивостям, низька концентрація MCD-пептиду здатна шляхом вивільнення гістаміну викликати дегрануляцію тучних клітин; при більш високих концентраціях він виявляє протизапальну активність.
Через його вплив на іонні канали, MCD-пептид може індукувати довготривале потенціювання в СА1 області гіпокампу. Він зв'язує і інактивує потенціал-залежні калієві канали, включаючи швидко-інактивуючі (А-типу) і повільно-інактивуючі (затримуючого випрямлення) K+-канали. Сайт зв'язування MCD-пептиду на K+-іонно-канальному білковому комплексі є мультимерним білком, що складається з поліпептидних ланцюгів з молекулярною масою між 76000-80000 і 38000 а.о.м.. Блокуючи калієві канали, MCD-пептид може збільшити тривалість потенціалів дії і підвищити збудливість нейронів
.

## Мішень токсину
MCD-пептид має імунотоксичні, а також нейротоксичні властивості в зв'язку з різними активними ділянками MCD-пептиду. MCD-пептид здійснює імунотоксичний вплив на тучні клітини, вивільнюючи з них гістамін. MCD-пептид був також описаний як потужний модулятор потенціал-залежних іонних каналів. Він зв'язується з декількома підкласами потенціал-залежних іонних каналів (Kv каналів), включаючи Kv1.1, Kv1.6, та менш сильнодіючий для Kv1.2. Відповідно, MCD-пептид може діяти в різних областях головного мозку щурів, включаючи мозочок, стовбур головного мозку, гіпоталамус, смугасте тіло, середній мозок, кору головного мозку та гіпокамп. Проте, MCD-пептид не виявляє активності в периферичній нервовій системі.

## Токсичність
Нейротоксичність MCD-пептиду є відокремленою від своєї функції функції вивільнення гістаміну. Вивільнення гістаміну під впливом низьких концентрацій MCD-пептиду призводить до дегрануляції тучних клітин
,, а при більш високих концентраціях виявляє протизапальну активність. Цей вплив MCD-пептиду на тучні клітини, як вважають, бере участь в алергічних та запальних процесах, пов'язаних з реакціями гіперчутливості I типу.
MCD-пептид виявляє нейротоксичність шляхом індукції епілептиформних припадкіа у щурів при інтравентрикулярному введенні. Ця токсичність зумовлена блокадою MCD-пептидом потенціал-залежних калієвих каналів. Тим не менш, MCD-пептид не виявляє будь-якої токсичності при периферичному введенні, навіть у високих дозах.

## Терапевтичне застосування
Виконуючи функцію активатора тучних клітин, MCD-пептид викликає значне збільшення антиген-специфічних сироваткових імуноглобулінів G (IgG). Таким чином, він використовується як ад'ювантна вакцина. Аналоги MCD-пептиду, такі як [Ala12] MCD, забезпечують основу для розробки агентів, які можуть запобігти взаємодії IgE з Fc-рецептором I типу α і зниження алергічних станів.